# 方賓 (弘治舉人)
方賓（15世紀—16世紀），字仲光，湖廣岳州府巴陵縣人，明朝政治人物。

## 生平
方賓個性見義敢為，不苟言笑，以道義教訓族人，是弘治二年（1489年）己酉科湖廣鄉試第六十二名舉人，授鳳陽府通判，當時山東流寇出沒，他奉命督兵防禦，修築靈璧、虹縣二城，流寇未過河就趁機擊敗，斬殺其首領楊虎，又預計對方路線，預設埋伏擊破流寇致使其解散，其後署理鳳陽府知府，有臨淮商人被船夫控告久未判決，他略為追問就得到實情，鳳陽守陵宦官及士兵在他任內不敢違法，御史上奏其政績，獲朝廷下詔旌異，未及陞遷就已去世。

## 家族
子方啟參，長蘆鹽運使；方啟念，劍州知州。

## 引用
1. 1 2  光緒《巴陵縣志·卷二十八·人物志一》：方賓，字仲光，宏治己酉鄉舉 《湖廣通志》（云）性方嚴不苟言笑以義訓厲族人終其世族無争訟者，丙寅府志（云）見義敢為，正德間授鳳陽通判，會山東盜起，奉檄督兵禦淮，賊至渡未半縱擊大敗，斬其首楊虎 《湖廣通志》（云）督兵禦淮建靈璧虹縣二城，賊至不得渡縱撃大破之，方賊敗，賓料其必趨鎮陽，預設伏，賊果至又敗之，乃散去。尋攝知府事，有臨淮商為舟人所圖，讞久不決，賓略詰之即得其情，鳳陽守陵中官及帥府卒多撓法，畏賓皆帖然，御史上其最，詔旌異未及遷而卒 康熙《湖廣通志》（云）性儉約，一姪從任，偶服綺羅，責而焚之，御史上平賊績，稱其築城池不勞傷，署府事無怨惡，御兵有法，破賊成功，祀鄉賢 舊《通志》（云）子啟參河東都轉運使，啟念劍州知州。